# Hospital Virgen de la Torre
El Hospital Virgen de la Torre es un hospital público situado en Madrid, y forma parte del Servicio Madrileño de Salud (SERMAS). Es un hospital de atención al paciente crónico en la corta y media estancia. Sus competencias, funciones y gestión de los servicios dependen del Hospital Universitario Infanta Leonor.

## Historia
Comenzó su actividad en 1970 como centro privado especializado en cirugía y maternidad con el nombre de Sanatorio Médico-Quirúrgico Virgen de la Torre, S.A. hasta su adquisición en 1972 por el Instituto Nacional de Previsión, estando al servicio de la sanidad pública desde entonces.
Fue reestructurado y redefinida su función a hospital de zona en 1981, planificando obras de ampliación para incluir servicios de radiología y laboratorio de análisis. Contaba entonces con 200 camas, aunque sólo se utilizaban aproximadamente la mitad.
El 1 de enero de 2002, como consecuencia de las transferencias sanitarias, pasó a formar parte de la red pública asistencial de la Comunidad de Madrid, vinculado a la antigua Área 1 de Atención Especializada hasta la entrada en vigor del Área Única, en diciembre de 2010.
El 1 de enero de 2017, el Hospital Virgen de la Torre quedó integrado jurídicamente en el Hospital Universitario Infanta Leonor.

## Cobertura Asistencial
El Hospital Virgen de la Torre (al igual que el Hospital Universitario Infanta Leonor) atiende a la población de los distritos de Villa de Vallecas y Puente de Vallecas, ambos pertenecientes a la ciudad de Madrid, que incluye una población de alrededor de 309.000 habitantes.

## Cartera de servicios
| - Rehabilitación - Unidad de Cuidados Paliativos - Medicina Interna - Neumología - Estudios de Trastornos del Sueño | - Farmacia Hospitalaria - Medicina Preventiva - Radiodiagnóstico |

## Personal
Antes de la integración en el Hospital Universitario Infanta Leonor, en el centro trabajaban alrededor de 582 profesionales. Contaba con:
- Facultativos 129
- Enfermería 109
- Otro personal 188

Desde 2017, el personal está integrado en el plantilla de personal del Hospital Universitario Infanta Leonor. 

## Instalaciones y recursos
El Hospital Virgen de la Torre tiene un edificio localizado en una superficie construida de 6.524 metros cuadrados, distribuidos en cinco plantas: las cuatro primeras destinadas a hospitalización y la última, al área de gestión y
administración. También dispone de dos plantas sótano, donde se encuentran las instalaciones del Servicio de Radiología y la cocina.
El hospital disponía en 2016 de 98 camas instaladas. 

### Acceso
Al Hospital Virgen de la Torre se puede llegar en transporte público, utilizando la red de Cercanías de Renfe, los autobuses urbanos de Madrid, y en Metro.
- Metro de Madrid: Parada de metro en Sierra de Guadalupe

- Renfe Cercanías: ,  y . Parada de tren en Vallecas.

- Líneas de Autobús: 54, 63, 103, 130, 142, 143, y 145